# Светлозар Елдъров
Светлозар Владимиров Елдъров е български историк, специалист по българска църковна история и македонското освободително движение от началото на XX век. Елдъров е професор, доктор на науките.

## Биография
Светлозар Елдъров е роден на 3 октомври 1956 година в град Пловдив в семейство на учителка и офицер с родови корени в македоно-одринското революционно движение и църковно-училищното дело на Българската уния.
Завършва Историческия факултет на Софийския държавен университет през 1980 г., специалност „история“ с профил „балканистика“ и втора специалност „философия“. Научната си кариера започва в Института за военна история при Генералния щаб на Българската армия. Защитава кандидатска дисертация в областта „Нова и най-нова обща история“ през 1985 година. Темата на дисертацията му е „Сръбската въоръжена пропаганда в Македония1901-1912 г.“.
През лятото на 1988 г. е командирован от Центъра за славяно-византийски проучвания „Иван Дуйчев“ в Рим, където изследва документи от Българския църковен архив „Абагар". Основател на архива е неговият чичо - католическият архимандрит професор доктор Георги Елдъров, който успява да му организира срещи с водача на Вътрешната македонска революционна организация от 1924 до 1934 година - Иван Михайлов. След това през 1990-1992 година Елдъров специализира църковно-исторически науки в Папския източен институт в Рим.
Елдъров е последователно научен сътрудник в Националния център за военна история от 1992 година, в Главно управление архивите при Министерския съвет от 1995 година, и в Института по балканистика, където от 1998 година е старши научен сътрудник II степен.
През 1998 – 2001 година с научната и финансовата подкрепа на Международния център по проблемите на малцинствата и културните взаимодействия в София, прави мащабни проучвания в българските архивохранилища за съдбата на българските католици. През лятото на 2001 година под формата на дисертация за придобиване на научната степен „доктор на историческите науки“ защитава изследването си, което публикува като монография година по-късно. През 2002 г. също публикува монографията „България и Ватикана 1944 - 1989. Дипломатически, църковни и други взаимоотношения“. С нея и други публикации през 2003 г. Светлозар Елдъров придобива научното звание „професор", като продължава да работи в Института по балканистика с Центъра по тракология.
Елдъров е автор на 12 монографии, 38 части от колективни трудове, над 200 студии и статии и над 100 научнопопулярни публикации по историята на България и Балканите през ХІХ-ХХ век, националноосвободителното движение на македонските и тракийските българи, българската военна и църковна история, българо-хърватските взаимоотношения и други. Над 1000 цитирания, от които около 80 в чуждестранни публикации. Автор на сценариите на 10 документални филма.
Член на Македонския научен институт, Тракийския научен институт, Българското историческо дружество, Българската асоциация по военна история и Военноисторическата комисия при Щаба на армията. Участва в редколегиите на сп. „Македонски преглед“, „Военноисторически сборник“, „Балкани“ и „Един завет“.
През 1987 година е вербуван като агент на Държавна сигурност. През 2011 година професор Елдъров изяснява личната си позиция по този въпрос в публикацията „За истината и свободата“.